# Ruse
Ruse (bulharsky Русе; česky dříve Rusčuk) je bulharské město na severu země a správní středisko stejnojmenné oblasti a stejnojmenné obštiny a žije v něm přibližně 141 tisíc obyvatel. Je pátým největším bulharským městem.

## Zeměpis
Město leží 250 km severovýchodně od Sofie a 65 km jižně od Bukurešti. Je zde největší bulharský říční přístav na Dunaji, který zde tvoří hranici mezi Bulharskem a Rumunskem. Na rumunské straně Dunaje je město Giurgiu, se kterým je Ruse od roku 1954 spojeno 2 223 metrů dlouhým Mostem Přátelství. Do roku 2013 to byl jediný most přes Dunaj mezi oběma zeměmi, pak byl otevřen Most Nové Evropy v západní části země.  Město je známé neobarokní a rokokovou architekturou z 19. a 20. století.

## Historie

### Starověk
Nejstarším zdejším doložených osídlením je thrácké osada. Jejím nástupcem se v římských dobách stala pevnost Sexaginta Prista (přístav šedesáti lodí). Vznikla za vlády císaře Vespasiana (69 – 70) jako součást opevnění podél severní dunajské hranice římské provincie Moesie, ustanovené v roce 15. Pevnost se nacházela na hlavní cestě ze Singidia do dunajské delty. Posádkou zde v různých dobách byla kohorta o 600 mužích a další vojenské jednotky. Kromě pevnosti šlo i o významný přístav dunajské flotily, která zabezpečovala dopravu potravin a zbraní. Pevnost byla později zničena při nájezdech Avarů a Slovanů v 6. století.

### Bulharská říše
V období první (7. – 11. století) a druhé bulharské říše (12. – 15. století) zde na břehu Dunaje, poblíž zřícenin Prista, stálo opevněné sídliště zvané Rusi a později, na druhém břehu Gjurgevo (nazývané také Goljamo Jorgovo). Souměstí bylo významným centrem obchodu s podunajskými zeměmi. V roce 1388 ho dobyli osmanští Turci.

### Osmanská nadvláda
První informace o podobě pevnosti Ruse se nachází ve Vavrenově kronice. Po dobytí pevností Tutrakan a Giurgiu v roce 1445 valašský vojvoda Vlad Dracula řekl, že „na cestě do Nikopolu na bulharském pobřeží byl hrad zvaný Rusiko“. Pevnost vypálil a ve svém dopise maďarskému králi Matyáši Korvínovi, napsaném v Giurgiu 11. února 1462, uvedl, že v „Giurgiu na obou stranách“ bylo zabito 6 414 lidí a že dobyl pevnost na opačné straně Dunaje (tedy Ruse) a její velitel byl zabit. Pevnost byla později opravena na příkaz sultána Mehmeda II. (1451 – 1481), jak uvádí turecký nápis na mramorové desce, která byla kdysi pravděpodobně zapuštěna nad její branou. Obnovená rusenská pevnost měla čtvercový tvar se čtyřmi rohovými věžemi – třemi malými a jednou velkou, které byly nahoře zakončeny dřevěnými konstrukcemi. Svými nevelkými rozměry byla téměř identická s pevností Tutrakan a také její posádka byla docela malá, asi jako v protější pevnosti Yerköy, kde v letech 1479/80 sídlilo 11 stálých obránců. Ve Vavrenově kronice je zdejší sídlo nazývány vesnicí, ale podle rejstříku z let 1479/80 šlo o město s poměrně velkým počtem obyvatel – 239 bulharských domácností a 4 muslimské.
Název Rusčuk se poprvé objevuje v roce 1503 v mírové smlouvě mezi Uherskem a Osmanskou říší. Město mělo 6 tisíc dřevěných domů a stálo zde devět mešit a dvoje lázně. Během tažení valašského vévody Michala Chrabrého v letech 1596 – 1598 bylo město vypáleno a zničeno. V roce 1738 byla populace v Ruse převážně turecká. V 18. století byl přeměněn na velkou pevnost, součást opevněného čtyřúhelníku Rusčuk - Šumen - Varna - Silistra. Podle kronik z roku 1793 město čítalo až 20 000 lidí.
V roce 1810 se v okolí města odehrály bitvy rusko-turecké války. Po 10denním bombardování zaútočili 22. července Rusové na město a byli s obrovskými ztrátami odraženi. 26. srpna se Turci neúspěšně pokusili vymanit pevnost z obklíčení, a tak se 15. září posádka vzdala, stejně jako v protějším Giurgiu.

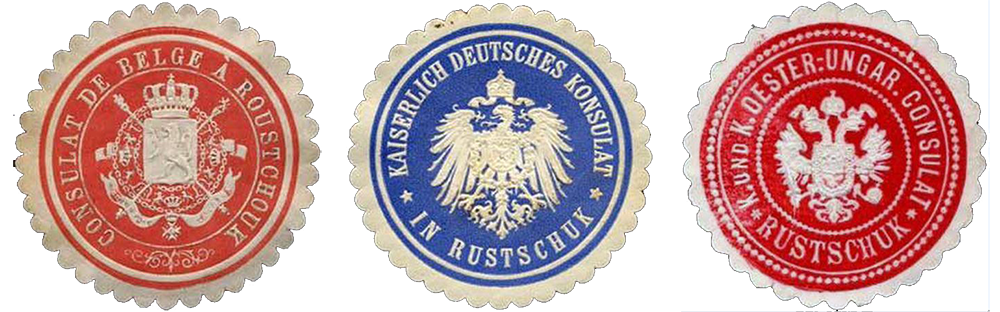
Pečeti rusenských konzulátů Belgie, Německa a Rakousko-Uherska

Vzhledem k dobrému spojení s Istanbulem byla v roce 1836 do Rusčuku přemístěna správa Silisterského ejáletu, čímž vzrostl jeho význam a byly položeny základy pro jeho další rozvoj. V důsledku toho ve městě v roce 1849 otevřelo svůj konzulát Rakousko, v roce 1853 Rusko, Velké Británie, Itálie a Prusko, v roce 1864 Francie, Belgie, Nizozemí a později Rumunsko, Španělsko a Řecko, což přispělo k rozšíření obchodních hospodářských vazeb města se zahraničím. Rozvoj města se urychlil po krymské válce a proměnilo se v jedno z největších dunajských balkánských měst. V roce 1864 se stalo správním centrem dunajského vilájetu rozkládajícího se od Varny a Tulcei po Sofii a Niš. Dunajský vilájet se měl stát modelovou provincií, která by demonstrovala veškerý pokrok, jehož porta dosáhla díky modernizačním reformám, a je spojen s činností Midhat paši. Dynamický rozvoj města v oné době byl provázen rozvojem průmyslu, když tu vznikla v roce 1864 první moderní tiskárna v pozdějších bulharských zemích a v roce 1870 začala fungovat továrna na alkoholické nápoje G. Petru. Téhož roku byla uspořádána první tuzemská výstava místního průmyslu a zemědělské výroby. V roce 1876 byl zprovozněn pivovar Sveta Petka, první na území pozdějšího Bulharska, a také parní barvírna Penkov–Pavlov. Pokud jde o veřejné práce, bylo v roce 1866 uvedeno do provozu telegrafní spojení s Varnou vedoucí přes Šumen a v roce 1867 byla dokončena železniční trať Rusčuk–Varna. Ve městě byly jako vzor pro celý vilájet v roce 1865 pojmenovány všechny ulice. Všechny plány však Midhat paša nestihl do roku 1868, kdy byl odvolán, uskutečnit. Přesto však na konci jeho správy v Ruse sídlila téměř polovina průmyslových podniků Dunajského vilájetu – loděnice, továrna na střelný prach (jedna z největších na Balkáně), železniční opravárenský podnik zabezpečující provoz železniční trati, státní tiskárna vilájetu, dva největší parní mlýny v Osmanské říši apod. V roce 1871 bylo podle původní myšlenky Midhat paši zahájeno budování moderní městské vodovodní sítě. 
Přes převahu tureckého obyvatelstva ve městě se Ruse stalo jedním z největších středisek bulharského obrození a důležitým centrem bulharského národně osvobozeneckého hnutí. Zdejší revoluční výbor byl vedoucím výborem pro aktivitu v přilehlém vnitrozemí. Z tohoto pohledu byl Midhat paša neúprosným zastáncem jednoty Osmanské říše, například na jeho příkaz zůstali oběšení revolucionáři několik týdnů viset u městských bran.

### Bulharské knížectví
20. února 1878 do města vstoupila ruská vojska generála Totlebena a ukončila osmanskou nadvládu. Úředně se od té doby město nazývá Ruse, přestože současně se stále používal starý název. V té době bylo Ruse největším městem Bulharského knížectví a tomu odpovídala jeho hospodářská síla i zázemí pro kulturní život. V souladu s Berlínskou smlouvou muselo být městské opevnění zbořeno, v důsledku čehož se v roce 1878 Ruse stalo prvním městem v Bulharsku s územním plánem, který vypracoval ruský vojenský inženýr Nikolaj Kopytkin. Záhy začala především na uvolněných prostranstvích intenzivní výstavba, která změnila architektonickou podobu města a přiblížila jeho vzhled velkým evropským městům.
Město bylo po několik desetiletí důležitou spojnicí mezi Bulharskem a Evropou, a to díky své poloze na Dunaji, kde provozovala dopravu Bulharská dunajská plavební společnost a jehož obranu zajišťovala Bulharská dunajská flotila, obě založené v roce 1879 se sídlem v Ruse. Došlo k prudkému rozvoji školství: zemědělská škola Obrazcov čiflik (bulharsky Земеделско училище „Образцов чифлик“) byla založena v roce 1879, v roce 1881 vojenská Námořní strojní škola (Морско машинно училище) a o dva roky později německá škola (Deutsche Schule), která byla na Balkáně první svého druhu.
Průmysl navázal na rozvoj v předchozí době a ve městě vznikaly další nové podniky, mnohé první svého druhu v Bulharsku: kožedělná továrna Valentina Mesetiče a Tasa Eliče (1881); První bulharský parní pivovar (Първа българска парна пивоварна) (1883); továrna na mýdlo Krasťu Jordanova (1883); pletárna D. Ljuckanova (1887); továrna na nábytek Solomona Alkaljana (1890). Podle mezinárodní ročenky fungovaly v Ruse koncem 19. století továrna na kravaty S. I. Halase a družstvo truhlářské družstvo První máj (Първий май); čtyři tiskárny, čtyři továrny na tabák, čtyři sodovkárny(mezi nimi továrna na sodovku a limonádu Loza), velkoobchod Bratři Băklovi (Братя Бъклови); chemická továrna na inkousty, vosky a lepidla Filipa Simidova ; továrna na kamna a pece Trud; továrna na patrony Josifa Cankova, Pajakova, Israelova a synů;  parní pila Charalambi Petkov a syn; truhlářská továrna B. Černeva; železárny Wilhelma Behmanna; Neuwirthova a Weberova továrna na lepenku a jízdní kola; Graziani a Levi's Cigarette Book Factory; chemická továrna na vosk a vazelínu Stefanova Tomova and synů; továrna na mýdlo V. Băčevarova; mýdlárna Dikrjan a Meliksetjan; kožedělná továrna Cenkov, Pavlov a synové; továrna na košile I. Chalachova; továrna na cukrovinky N. Krasteva; pivovar Sveta Petka a pivovar dědiců průmyslníka Josefa Habermana a strojírenský podnik Mühlhaupt and Co.
Průmysl rychle následovaly služby: zřízeny první místní soukromá banka Girdap (1881), první pobočka Bulharské národní banky mimo hlavní město (1884); založena lékárnická společnost (1884), technická společnost (1885), První bulharská obchodní komora (1890). Podle mezinárodní ročenky tu v roce 1897 fungovaly i Bulharská komerční banka a pojišťovací družstvo Bǎlgaria (1891). Zednářskou lóži tu již v roce 1880 založil Ivan Vedăr a nazval ji Balkanska zvezda. Od roku 1883 je ve městě provozována meteorologická stanice.
V Ruse vlastnil palác první bulharský kníže Alexandr Battenberský. V něm a nedalekém hotelu přivítal rumunského, srbského a švédského krále i s jejich manželkami. Názor, že současná budova Regionálního historického muzea sloužila jako rezidence bulharských vladařů, se nezakládá na pravdě, přestože je mezi místními obyvateli populární; sice se jednalo o první veřejnou budovou v knížectví, ale palác knížete to nikdy nebyl. V Ruse se v roce 1897 uskutečnilo první filmové promítání v kinech a promítal se film Příjezd vlaku do stanice La Ciotat bratří Lumièrů a také film o přijetí cara Mikuláše v Paříži.
V období 1878 – 1944 bylo v Ruse založeno 416 průmyslových podniků: 164 bylo podniků z textilního a kožedělného průmyslu, 108 podniků z potravinářského průmyslu, 41 podniků chemické průmyslu, 57 - kovoobrábění, strojírenství, elektrotechnika, 36 – dřevozpracujícího průmyslu, 10 – keramiky a žáruvzdorných materiálů. Zde se také narodil v roce 1888 první bulharský pilot Simeon Petrov.

### Bulharské království
V roce 1908 byla zde byla zahájena výroba železných postelí Jurdanova, Toneva a Kazandžieva a v roce 1913 zde belgičtí podnikatelé a inženýři zprovoznili tehdy největší cukrovar v Bulharsku. V roce 1911 zahájila společnost Siemens-Schukert výstavbu elektrárny. Nicméně v důsledku ztráty Jižní Dobrudži ve prospěch Rumunska po druhé balkánské válce hospodářský význam města poklesl. Přesto byly dokončeny zahájené projekty a v roce 1916 bylo ve městě zavedeno pouliční osvětlení a o rok později se Ruse stalo třetím elektrifikovaným městem v zemi. Nicméně plán na výstavbu tramvajových tratí nebyl realizován. Téměř všechny konzuláty cizích zemí byly uzavřeny. Jen za období 1919 – 1920 byl z Ruse vyvezen kapitál v hodnotě 40 milionů leva. I tak byly v tomto období realizovány některé veřejné budovy jako pošta (1930), říční přístav (1931), nákladové nádraží (1935), obchodní komplex městských hal (1939) a budova soudu (1940). Jejich valná část se spojena se jménem inženýra Kirila Starceva, který byl v letech 1934 – 1944 rusenským starostou. Kromě nich prosadil přestavbu hlavního městského náměstí, kde vznikl park, aniž by náměstí ztratilo svoji dopravní funkci, výstavbu autobusové zastávky  v centru města známou jako skleněná budka (стъклената будка), přestavbu pobřežního bulváru zadlážděním s chodníky a stromy, vylepšování infrastruktury města - vodovod, kanalizace a elektrická síť a v neposlední řadě posilování a rozvoj místního školství. Některé z těchto staveb byly dokončeny až po navrácení jižní Dobrudži Bulharsku v září 1940, po němž se vytvořily podmínky pro obnovení významu města jako regionálního centra.

### Socialismus
Politická změna v zemi 9. září 1944 byla doprovázena masovým zatýkáním a vražděním. Asi 1 300 obyvatel Ruse bylo uvězněno: politici, právníci, novináři, bankéři, továrníci, obchodníci, lékaři, učitelé atd. Mnoho dalších záhadně zmizelo. Lidový soud v Ruse vydal 100 rozsudků smrti nad svými spoluobčany, z nichž 53 bylo popraveno. Bylo provedeno vyvlastnění, které zničilo soukromé podnikání ve městě. Se zavedením socialistického systému městské centrum pozbylo svůj aristokratický vzhled.

## Obyvatelstvo
Níže uvedená tabulka ukazuje vývoj populace města od konce 19. století (1887 – 2021):
| Ruse     | Ruse   | Ruse   | Ruse   | Ruse   | Ruse   | Ruse    | Ruse    | Ruse    | Ruse    | Ruse    | Ruse    | Ruse    |
| -------- | ------ | ------ | ------ | ------ | ------ | ------- | ------- | ------- | ------- | ------- | ------- | ------- |
| rok      | 1887   | 1910   | 1934   | 1946   | 1956   | 1965    | 1975    | 1985    | 1992    | 2001    | 2011    | 2021    |
| populace | 27 194 | 36 255 | 53 266 | 57 833 | 88 375 | 128 888 | 159 578 | 185 440 | 170 038 | 161 453 | 149 642 | 133 813 |

K 15. září 2024 ve městě žilo 140 525 obyvatel a bylo zde trvale hlášeno 156 293 obyvatel. Podle sčítání z 1. února 2011 bylo národnostní složení následující:
- Bulhaři: 123 469 (90.4 %)
- Turci: 10 128 (7.4 %)
- Romové: 1 297 (0.9 %)
- ostatní[p 6]: 1 750 (1.3 %)

## Osobnosti
- Michael Arlen (1895–1956), britský spisovatel arménského původu narozený v Ruse
- Silvestr Braito (1898–1962), český dominikán, spisovatel
- Elias Canetti (1905–1994), židovský německojazyčný spisovatel, nositel Nobelovy ceny
- Alexandar Georgiev (* 1996), hokejový brankář (NY Rangers 2017-18)
- Tanju Kirjakov (* 1963), sportovní střelec
- Radi Nedelčev (* 1938), malíř
- Veselin Topalov (* 1975), šachový velmistr

## Partnerská města
- Bijeljina, Bosna a Hercegovina
- Bratislava, Slovensko
- Giurgiu, Rumunsko
- Chuaj-nan, Čína
- Lisabon, Portugalsko
- Peristeri, Řecko
- Saint-Ouen, Francie
- Volgograd, Rusko

## Galerie

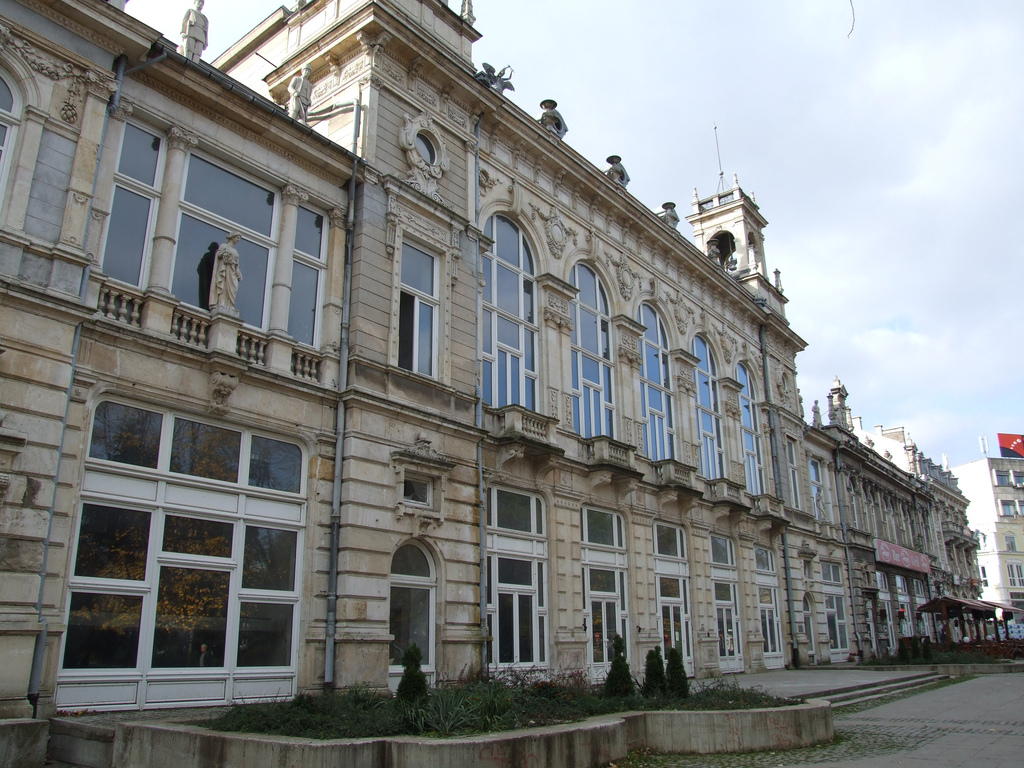
Dohodno Zdanie (1902)
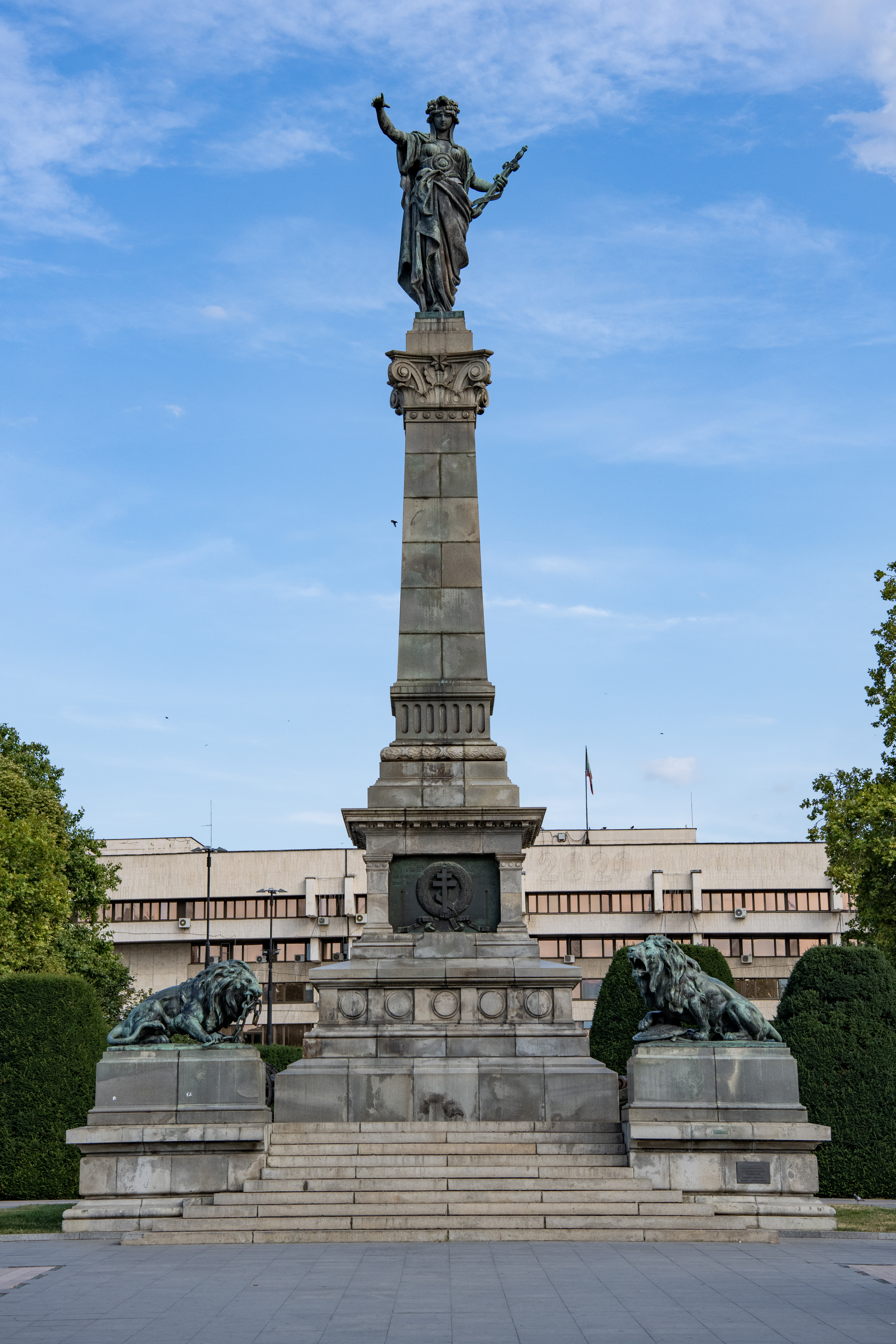
Památník Svobody (1909)
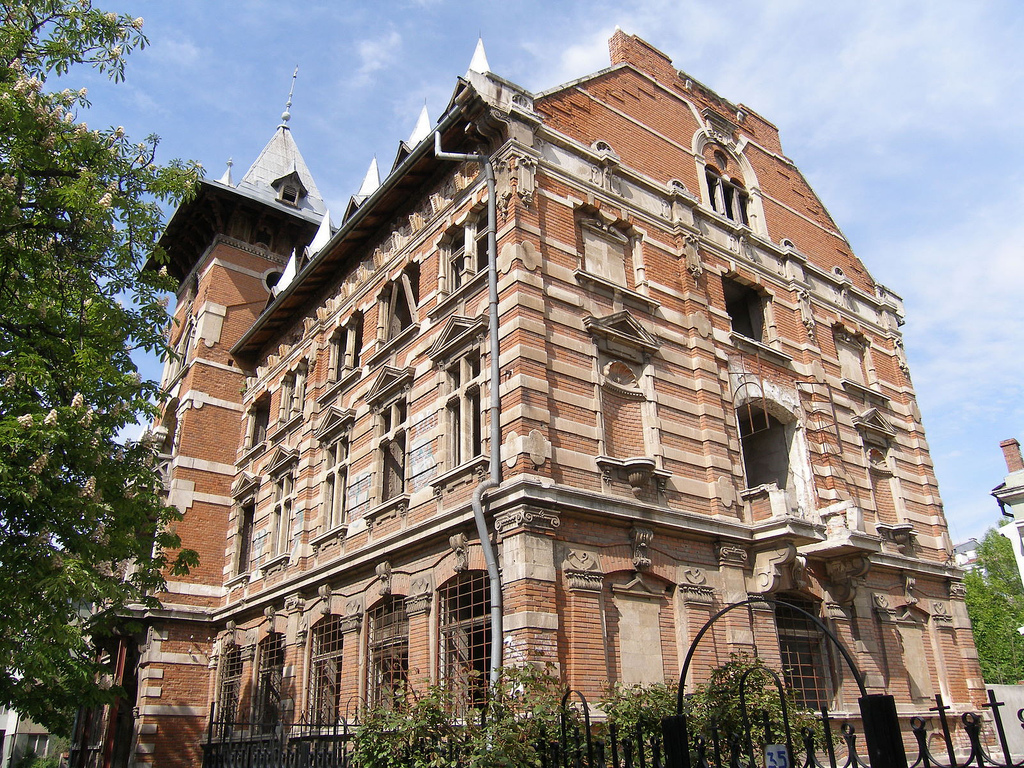
Bývalá hudební škola (1900)
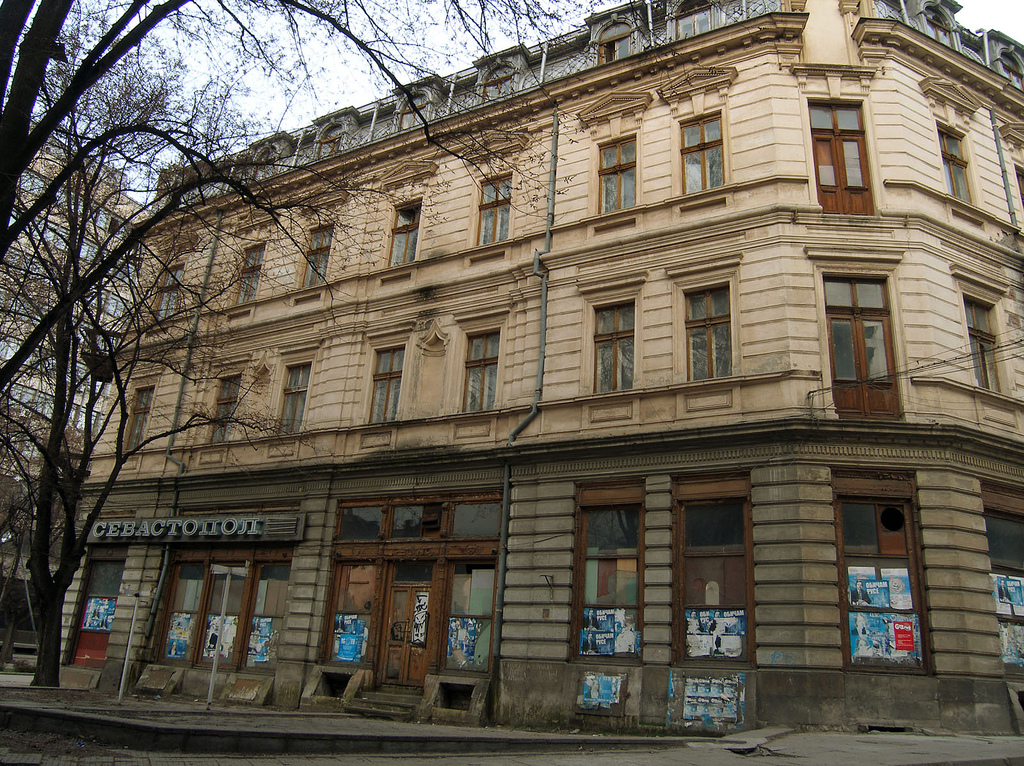
Stará architektura
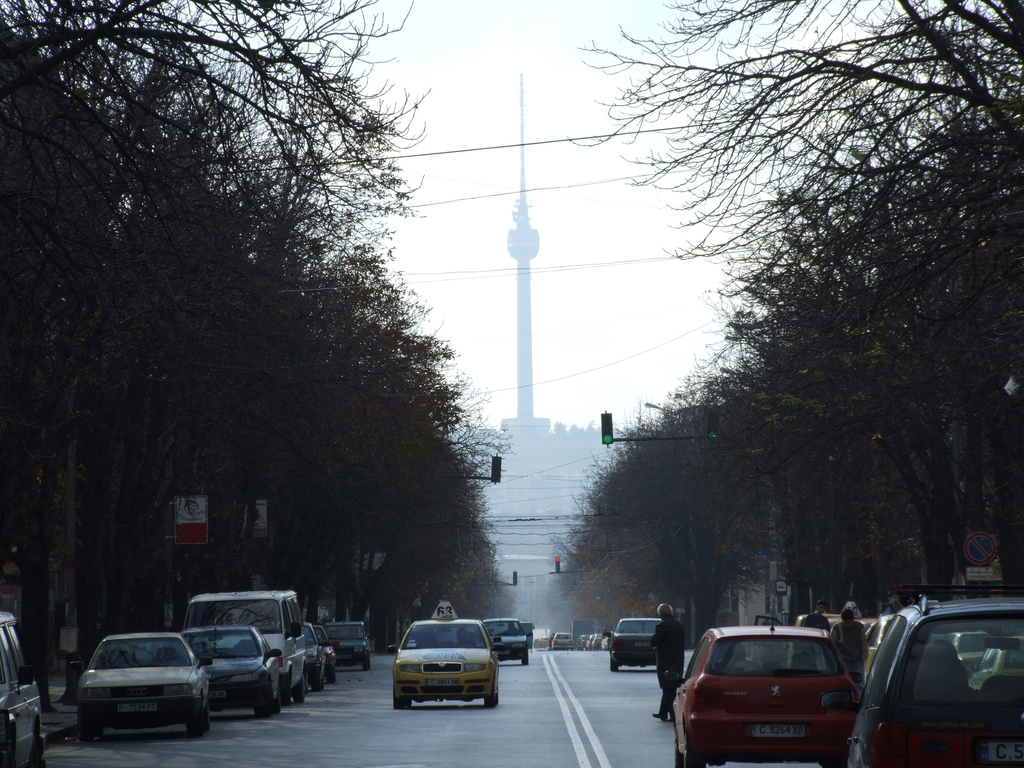
Televizní věž
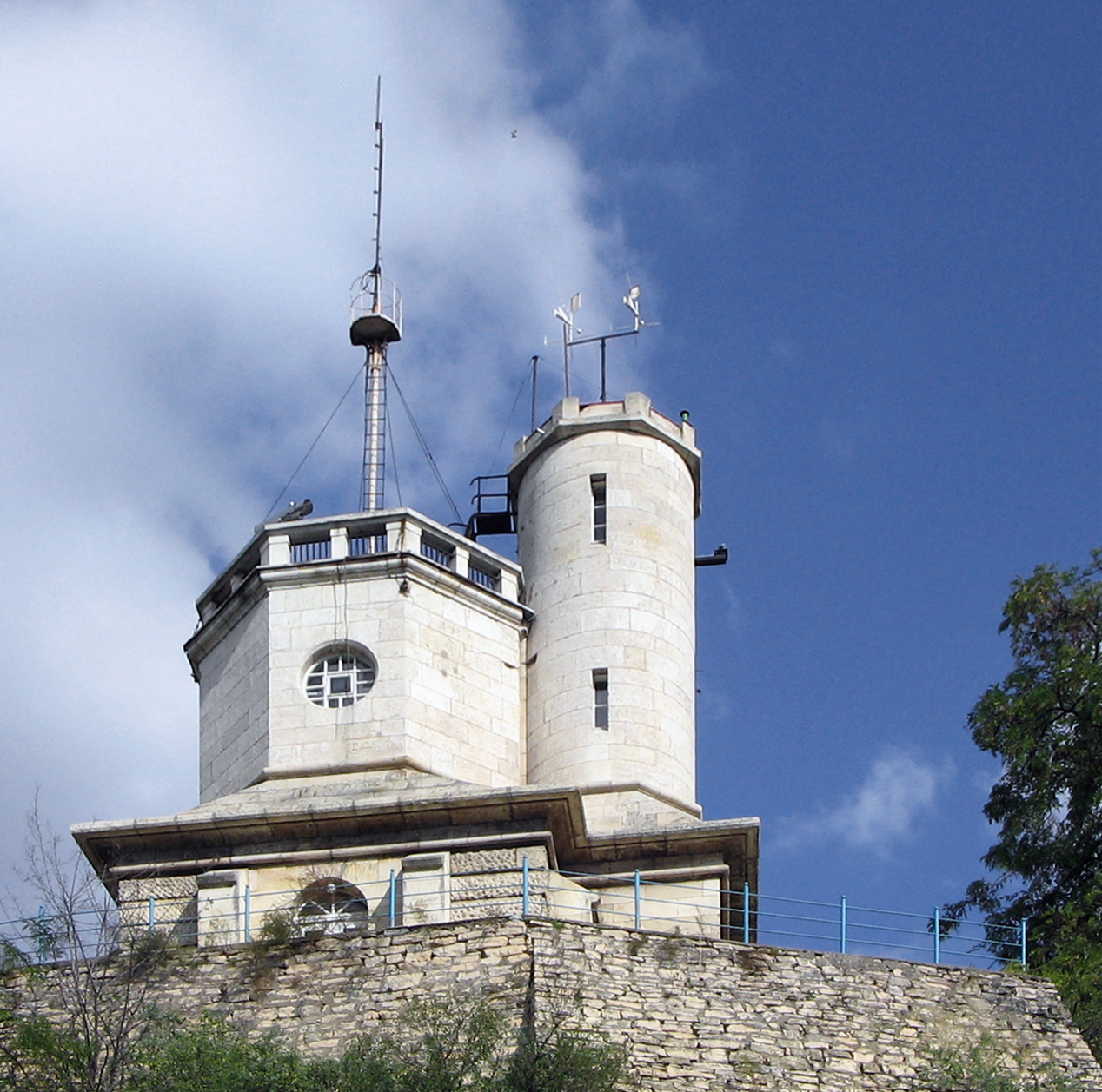
Meteorologická stanice
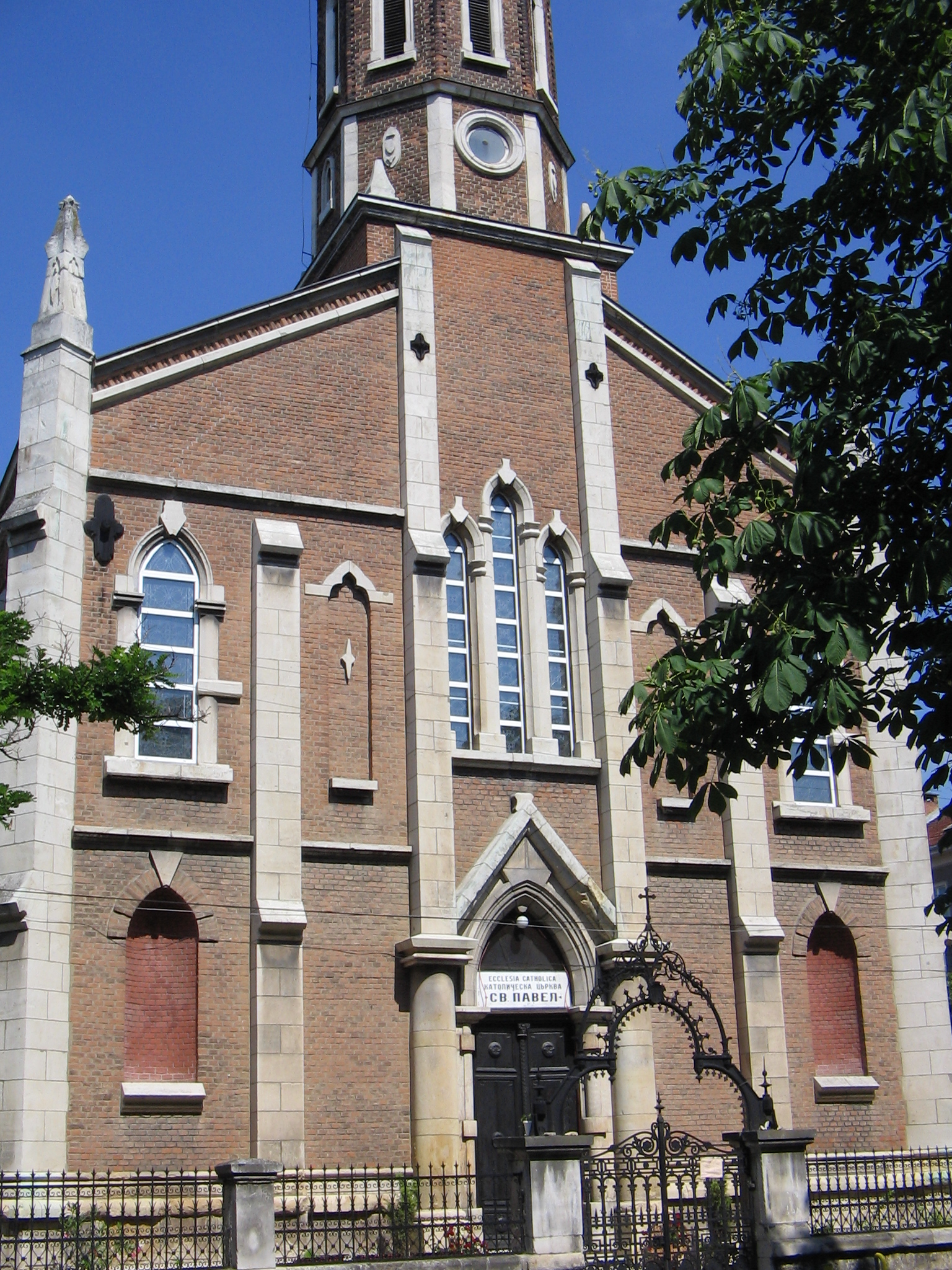
Katolická katedrála sv. Pavla (1890)